# Migdolus
Migdolus é um gênero de coleóptero da tribo Anoplodermatini (Anoplodermatinae). Na qual compreende dez espécies, com distribuição na Argentina, Brasil e Paraguai.

## Espécies
- Migdolus brachypterus (Lane, 1972)
- Migdolus clypeatus (Dias, 1984)
- Migdolus cuyabanus (Lane, 1937)
- Migdolus exul (Lameere, 1915)
- Migdolus fryanus (Westwood, 1863)
- Migdolus goyanus (Dias, 1984)
- Migdolus morretesi (Lane, 1937)
- Migdolus punctatus (Lane, 1937)
- Migdolus spitzi (Lane, 1937)
- Migdolus thulanus (Lameere, 1902)